# 労務費
労務費（ろうむひ、レイバー、labor cost、labour）とは、製造原価のうち、労働力の消費によって発生する原価をいう。人件費の一部である。

## 分類
労務費は、どの製品を製造するためにかかったのかが明らかなものを直接労務費、明らかでないものを間接労務費と区分される。
原価計算基準では、直接労務費と間接労務費を次のように分類している。ここで、直接工とは製品の製造に直接かかわる工員をいい、間接工とは製品の製造に直接かかわらない工員をいう。
| 直接労務費 | 直接賃金（必要ある場合には作業種類別に細分する。） |
| 間接労務費 | 間接作業賃金                                       |
| 間接労務費 | 間接工賃金                                         |
| 間接労務費 | 手待賃金                                           |
| 間接労務費 | 休業賃金                                           |
| 間接労務費 | 給料                                               |
| 間接労務費 | 従業員賞与手当                                     |
| 間接労務費 | 退職給与引当金繰入額                               |
| 間接労務費 | 福利費（健康保険料負担金等）                       |

直接賃金
直接工が製品の製造に直接かかわる作業（直接作業）に従事した場合の賃金
間接作業賃金
直接工が機械の修繕や製品の運搬など製品の製造に直接かかわらない作業（間接作業）に従事した場合の賃金
間接工賃金
間接工の賃金
手待賃金
停電や工具の手配不良などで作業ができない状態にある遊休時間に対して支払われる賃金
休業賃金
工場従業員の休業に対して支払われる賃金
給料
工場の監督者や事務職員などに支払われる給与
従業員賞与手当
賞与、通勤手当、住宅手当など
退職給与引当金繰入額
工場の従業員に対する退職給与引当金の繰入額
福利費（健康保険料負担金等）
法定福利費（健康保険料、厚生年金、労働保険の会社負担分）

## 原価構成図
| 総原価 | 製造原価 | 製造直接費 | 直接材料費 |
| 総原価 | 製造原価 | 製造直接費 | 直接労務費 |
| 総原価 | 製造原価 | 製造直接費 | 直接経費   |
| 総原価 | 製造原価 | 製造間接費 | 間接材料費 |
| 総原価 | 製造原価 | 製造間接費 | 間接労務費 |
| 総原価 | 製造原価 | 製造間接費 | 間接経費   |
| 総原価 | 営業費   | 販売費     | 販売費     |
| 総原価 | 営業費   | 一般管理費 |            |

## 建設業における労務費
建設業においては、建設業法施行規則別記様式第十五号及び第十六号の国土交通大臣の定める勘定科目の分類により、完成工事原価報告書に記載する労務費が「工事に従事した直接雇用の作業員に対する賃金、給料及び手当等」と定義されている。このため、「製造原価のうち、労働力の消費によって発生する原価」という定義においては労務費に含まれる費用のうち、工事を施工管理する技術職員・事務職員等に支払われる賃金・給与等、ならびに法定福利費・退職給付引当金等は、建設業では労務費に含まれず、経費の一種である人件費として計上される。
一方、一般に外注費とされる費用であっても、「工種・工程別等の工事の完成を約する契約でその大部分が労務費であるもの」に基づく支払額については、外注費ではなく労務費の一種である労務外注費として計上される。

### 労務単価
労務単価とは、公共事業に従事する建設労働者に対する、所定労働時間内8時間当たりの賃金の単価であり、そのうち公共工事設計労務単価は、請負工事費の算定に必要となる職種ごとの労務単価のことである。
建設労働者は一般に建設資材のように広域的に移動せず、地域間で賃金水準差があることから、地域的にきめ細かな調査が必要である。また、同じ職種でも年齢、経験、能力等によって賃金差が存在するため、大規模な賃金調査が必要である。このため、関係省庁が共同して調査(公共工事労務調査) を実施している。調査は年1回を基本とするが、急激な単価変動が生じた場合は年2回の調査を実施している。2007 (平成19)年度は普通作業員、鉄筋工、とび工など51職種(都道府県別)について、12、241件の有効工事件数123、815人の有効標本数で調査されている。
公共工事設計労務単価は、その内訳が基本給、請負給、手当、実物給与になっている。このうち実物給与や手当のうちの賞与などには割増手当がつくので、労務単価のうち割増率の対象となるものの比率を割増対象賃金比といい、普通作業員はこの率が94から96%などと高く、反対に賞与などの給与の多い高級船員は80%程度と低くなり賃金の構成に対応している。一般に労務単価に割増対象賃金比を乗じたものを割増対象労務単価といい、これに割増率を乗じて割増額を求める。
労務費の補正はこれを大別すれば労務単価の割増と歩掛の補正の2種類がある。これは労務単価は昼間、普通の天候・環境状態のもとで実働8時間を標準にして定めているから、各種の事情によってこれらの設定条件が変更になったときは労務単価の割増を行う必要がある。
この割増は作業割増、作業環境割増、緊急作業割増の三つに分類することができる。
また歩掛は実働8時間、実作業時間7時間(実働時間との1時間の差は作業にともなう段取、跡片付けなど施工量に関係のない時間である)で昼間作業を基本に定められたものであり、特殊な作業環境を考慮してはいないので、これらの設定条件が異なる場合には歩掛補正をする必要があるが、この補正には作業時間補正、作業時間帯補正、作業環境補正が考えられる。
単価の割増のうち作業割増とは、作業の施工が時間外、休日および深夜労働がある場合の割増、労働省告示で定められた特殊作業などの割増あるいは高度の技能を有するものにつける技能手当、そのほかの特別手当をいうが、 これらの割増手当は各条件ごとに加算できるような基準になっているのが普通である。
時間外、休日および深夜割増については、例えば、割増対象賃金比が0.94の場合の1時間当たり割増賃金係数は改式のとおりとなる。
時間外作業:0.94×1/8×1.25≒0.147、休日作業:0.94×1/8×1.35≒0.159、深夜作業:0.94×1/8 ×0.25≒0.029
特殊作業手当の額は、有害作業(圧気内作業を含む)、不潔作業、荒天時野外作業に該当する作業の場合に割増対象労務単価(役付手当のある場合はこれを含む)の30%増し以内とし、複数の項が該当する場合はそれぞれ加算した額とする例が多い。
作業環境割増は、作業環境が不良のために一般的に能率が低下すると認められる場合に労務費を割増するもので、次の項目が想定される。
冬期寒冷地作業 - 冬期寒冷地においては、寒冷と降雪のため作業環境が悪く、着ぶくれ、採暖などのため作業能率が低下するので、寒冷の程度により地域別、期間別に割増をすることができる。適用に当たっては、寒冷地の定義、程度の決定に注意する必要があるが、公務員の寒冷地手当支給区域なども参考になる。
住宅密集地帯および交通量の多い市街地などの工事ならびに試験的要素の多い工事などで、部外折衝または材料入荷の不円滑、あるいは施工法の変更などによる相当程度の手待ちまたは手戻りの想定される工事などが本項に該当する。